# Rudnea-Kalînivka, Malîn
Rudnea-Kalînivka (în ucraineană Рудня-Калинівка) este un sat în comuna Ksaveriv din raionul Malîn, regiunea Jîtomîr, Ucraina.

## Demografie
Componența lingvistică a localității Rudnea-Kalînivka
     Ucraineană (100%)
Conform recensământului din 2001, toată populația localității Rudnea-Kalînivka era vorbitoare de ucraineană (100%).